# Obereopsis moltonii
Obereopsis moltonii là một loài bọ cánh cứng trong họ Cerambycidae.